# She's So Lovely
She's So Lovely (también conocida como Atrapada entre dos hombres, Cuando vuelve el amor o Sin embargo es adorable) es una película de 1997 dirigida por Nick Cassavetes, y escrita por John Cassavetes. Sus protagonistas son John Travolta y Sean Penn.

## Sinopsis
La esposa rebelde de Eddie Quinn, Maureen, bebe y fuma en exceso, a pesar de que está embarazada. Eddie tiene sus propios problemas, desapareciendo durante días a la vez. Cuando es agredida física y sexualmente por Kiefer, un vecino, es más de lo que Eddie puede manejar. Le dispara a alguien y aterriza en un hospital psiquiátrico.
Pasan diez años. Eddie finalmente regresa, solo para descubrir que Maureen ahora es una ciudadana limpia, sobria y sólida, casada con un nuevo hombre, Joey, y una madre de tres hijos, uno de los cuales es la propia hija de Eddie. El regreso de Eddie complica y pone en peligro toda su vida.

## Reparto
| Actor               | Personaje                            | Notas                        |
| ------------------- | ------------------------------------ | ---------------------------- |
| Sean Penn           | Eddie Quinn                          |                              |
| Robin Wright Penn   | Maureen Murphy Quinn                 |                              |
| John Travolta       | Joey Germoni                         |                              |
| James Gandolfini    | Kiefer                               |                              |
| Harry Dean Stanton  | Tony 'Shorty' Russo                  |                              |
| Neill Barry         | Michael                              |                              |
| Debi Mazar          | Georgie                              |                              |
| Gena Rowlands       | Señorita Jane Green                  |                              |
| Susan Traylor       | Lucinda                              |                              |
| Bobby Cooper        | Cooper                               |                              |
| John Marshall Jones | Leonard                              |                              |
| Chloe Webb          | Nancy Swearingen                     |                              |
| James Soravilla     | Avi                                  |                              |
| Jamie Bozian        | Interno #1                           | Acreditado como James Bozian |
| Paul Johansson      | Interno #2                           |                              |
| Justina Machado     | Carmen Rodriguez - Lady Ticket Taker |                              |
| Tito Larriva        | Vocalista líder                      |                              |

## Premios
Sean Penn ganó el premio al Mejor Actor en el Festival de Cannes de 1997.